# アーベルの連続性定理
アーベルの連続性定理（アーベルのれんぞくせいていり）とは、収束半径が1の冪級数が収束円周上の点において連続であるための十分条件を与える定理である。冪級数は収束円板の内部で広義一様に絶対収束するが、収束円上の一般の点での挙動はわからない。この定理はそこでの連続性を保証している。数学者ニールス・アーベルにちなんで名付けられた。

## 定理
係数{\displaystyle a_{n}}, 変数{\displaystyle x}が実数の時、この定理は次のようになる。
アーベルの連続性定理（実数版） ― {\displaystyle \sum _{n=0}^{\infty }a_{n}} は収束するとし、中心 {\displaystyle x=0} 、収束半径が1の冪級数を {\displaystyle f(x)=\sum _{n=0}^{\infty }a_{n}x^{n}} とおく。ここでは各 {\displaystyle a_{n}}, {\displaystyle x} は実数とする。このとき、{\displaystyle x} が {\displaystyle |x|<1} であるようにして1に近づくならば、 {\displaystyle f(x)} は {\displaystyle f(1)} に近づく。
係数{\displaystyle a_{n}}, 変数{\displaystyle z}が複素数の時、この定理は次のように拡張される。
アーベルの連続性定理（複素数版） ― {\displaystyle \sum _{n=0}^{\infty }a_{n}} は収束するとし、中心 {\displaystyle z=0} 、収束半径が1の冪級数を {\displaystyle f(z)=\sum _{n=0}^{\infty }a_{n}z^{n}} とおく。ここでは各 {\displaystyle a_{n}}, {\displaystyle z} は複素数とする。このとき、{\displaystyle z} が {\displaystyle \left|z\right|<1}で {\displaystyle {\frac {|1-z|}{1-|z|}}} が有界であるようにして1に近づくならば、 {\displaystyle f(z)} は {\displaystyle f(1)} に近づく。
{\displaystyle {\frac {|1-z|}{1-|z|}}} が有界とは、適当な正の実数 M が存在して {\displaystyle {\frac {|1-z|}{1-|z|}}<M} が成立することである。この条件は、「ストルツの角（英: Stolz angle）の中から近づく」という言い方をすることがある。その幾何学的な意味は、実軸上の区間 {\displaystyle (-\infty ,1)} に対称で1を頂点としてその角が180°より小さい角領域の中に {\displaystyle z} があるということである。

## 応用例
{\displaystyle \sum _{n=0}^{\infty }{\frac {(-1)^{n}}{2n+1}}=1-{\frac {1}{3}}+{\frac {1}{5}}-\dotsb ={\frac {\pi }{4}}}
を証明する。{\displaystyle \arctan } を {\displaystyle \tan } の逆関数で主値をとるものとする。（逆三角関数を参照）{\displaystyle \arctan x} を {\displaystyle x} で微分する。
{\displaystyle (\arctan x)'={\frac {1}{1+x^{2}}}}
よく知られているように右辺は級数に展開できて、収束半径は1である。{\displaystyle 0<x<1} として、0を基点とする両辺の不定積分を考える。収束半径の内部で級数は広義一様に絶対収束するので、積分と無限和を交換できることに注意すると、
{\displaystyle \arctan x=\sum _{n=0}^{\infty }{\frac {(-1)^{n}}{2n+1}}x^{2n+1}}
が得られる。ここで、交項級数に関するライプニッツの定理によって {\displaystyle \sum _{n=0}^{\infty }{\frac {(-1)^{n}}{2n+1}}} が収束することがわかる。以上のことからアーベルの連続性定理が使えて、求める式が得られる。
{\displaystyle \log(1+x)} について同様の議論をすると、
{\displaystyle \sum _{n=0}^{\infty }{\frac {(-1)^{n}}{n+1}}=1-{\frac {1}{2}}+{\frac {1}{3}}-\dotsb =\log 2}
がわかる。

## 証明の概略
証明 — 
必要なら {\displaystyle a_{0}} に定数を加えて {\displaystyle \sum _{n=0}^{\infty }a_{n}=0} と仮定してよい。第 {\displaystyle n} 部分和を {\displaystyle s_{n}} と書くと、{\displaystyle a_{n}=s_{n}-s_{n-1}} である。これを利用すると、
{\displaystyle {\begin{aligned}s_{n}(z)&=a_{0}+a_{1}z+\cdots +a_{n}z^{n}\\&=s_{0}+(s_{1}-s_{0})z+\cdots +(s_{n}-s_{n-1})z^{n}\\&=s_{0}(1-z)+s_{1}(z-z^{2})+\cdots +s_{n-1}(z^{n-1}-z^{n})+s_{n}z^{n}\\&=(1-z)(s_{0}+s_{1}z+\cdots +s_{n-1}z^{n-1})+s_{n}z^{n}\end{aligned}}}
となる。{\displaystyle s_{n}z^{n}\rightarrow 0} であるから、
{\displaystyle f(z)=(1-z)\sum _{n=0}^{\infty }s_{n}z^{n}=(1-z)\sum _{n=0}^{m-1}s_{n}z^{n}+(1-z)\sum _{n=m}^{\infty }s_{n}z^{n}}
と表せる。{\displaystyle s_{n}\rightarrow 0} より、任意の正の実数 ε に対して十分大きな {\displaystyle m} 以降の項 {\displaystyle s_{n}} は {\displaystyle |s_{n}|<\varepsilon } にできるので、十分大きな {\displaystyle m} 以降の項の和の絶対値 {\displaystyle \left|\sum _{n=m}^{\infty }s_{n}z^{n}\right|} は幾何級数 {\displaystyle \varepsilon \sum _{n=m}^{\infty }|z|^{n}=\varepsilon |z|^{m}/(1-|z|)<\varepsilon /(1-|z|)} で上から評価される。ゆえに、三角不等式により、
{\displaystyle |f(z)|<|1-z|\left|\sum _{n=0}^{m-1}s_{n}z^{n}\right|+\varepsilon {\frac {|1-z|}{1-|z|}}.}
第1項は {\displaystyle z\rightarrow 1} として {\displaystyle <\varepsilon } にできる。第2項はストルツの角から近づくという条件により {\displaystyle <M\varepsilon } にできる。したがって、{\displaystyle |f(z)|<(1+M)\varepsilon } にできるので、定理に述べた条件のもとで {\displaystyle z\rightarrow 1} とすれば {\displaystyle f(z)\rightarrow 0} となることが証明された。

## 注意
定理の仮定にある「 {\displaystyle \sum _{n=0}^{\infty }a_{n}} は収束する」という条件は必要である。この条件がないと、次のような反例がある:
{\displaystyle {\frac {1}{1+x}}=1-x+x^{2}-\cdots }（収束半径1）
左辺は {\displaystyle \lim _{x\to 1-0}{\frac {1}{1+x}}={\frac {1}{2}}} に収束するが、右辺は {\displaystyle 1-1+1-1+\cdots } に近づき収束しない。

## 補足
以上の議論で「冪級数の中心は {\displaystyle z=0} 」としたが、一般の点を中心としても定理が成り立つ。同じく、「収束半径が1」、「円周上の点 {\displaystyle z=1} 」という仮定も本質的でない。これらは正規化された結果と見るべきであろう。実際、平行移動、拡大縮小、回転を施せば上の議論は一般化できる。